# Gabriele Fähnrich
Gabriele „Gabi“ Fähnrich (* 8. April 1968 in Hoyerswerda) ist eine ehemalige deutsche Gerätturnerin. Ihr Heimatverein war der SC Dynamo Berlin.
Gabi Fähnrich gewann bei drei aufeinanderfolgenden Turnweltmeisterschaften Bronze mit der Mannschaft der Deutschen Demokratischen Republik (DDR):  1983 in Budapest, 1985 in Montréal und 1987 in Rotterdam. 1985 in Montréal erkämpfte sie auch ihren größten Erfolg. Nachdem sie bereits in der Mehrkampfwertung den vierten Platz erreicht hatte, siegte sie im Finale am Stufenbarren und gewann den Weltmeistertitel vor ihrer Mannschaftskameradin Dagmar Kersten.
Gabi Fähnrich war in ihrer Karriere häufig verletzt und konnte nicht mehr an ihre Leistung von 1985 anknüpfen. Nachdem sie bereits 1987 in Rotterdam in der Mehrkampfwertung auf Platz 33 gekommen war, belegte sie bei den Olympischen Spielen 1988 Rang 25 und erreichte auch kein Gerätefinale. In der Mannschaftswertung gewann sie zusammen mit Dagmar Kersten, Dörte Thümmler, Ulrike Klotz, Bettina Schieferdecker und Martina Jentsch die Bronzemedaille hinter den Riegen aus der Sowjetunion und aus Rumänien. Für diese Leistung wurde sie mit dem Vaterländischen Verdienstorden in Bronze ausgezeichnet. Bereits 1986 erhielt sie den Vaterländischen Verdienstorden in Gold.
Bei DDR-Meisterschaften gewann sie nur einen einzigen Titel, als sie 1985 am Schwebebalken siegte. Gabriele Fähnrich ist ausgebildete Kosmetikerin.
Im Rahmen des staatlichen Dopings in der DDR wurden auch der minderjährigen Fähnrich Dopingmittel verabreicht. Sie ist anerkanntes Dopingopfer.